# گروه واکسن آکسفورد
گروه واکسن آکسفورد (OVG) گروهی تحقیقاتی در مورد تولید واکسن در گروه واکسن دانشگاه آکسفورد است. این گروه در سال ۱۹۹۴ توسط ریچارد مکسون تأسیس شد، ابتدا در بیمارستان جان رادکلیف مستقر شد و در سال ۲۰۰۳ به مرکز فعلی واکسینولوژی و پزشکی گرمسیری (CCVTM) در بیمارستان چرچیل در آکسفورد، انگلستان منتقل شد. این گروه به ریاست اندرو پولارد از سال ۲۰۰۱ تشکیل شده‌است، شامل ۷۵ عضو در تعدادی از رشته‌ها، از جمله مشاوران در بخش کودکان و واکسینولوژی، همراهان تحقیقات بالینی، پرستاران تحقیقاتی، آمارشناسان، دانشمندان آزمایشگاه بعد از دکترا، دستیاران تحقیق و دانشجویان DPhil می‌شود.

## اهداف و پیشینه
OVG برای بهبود سلامت انسان تحقیقاتی در مورد واکسن‌ها انجام می‌دهد. این کار برای تقویت درک ایمنی، مطالعه اپیدمیولوژی بیماریهای عفونی و انجام آزمایش‌ها بالینی در مورد واکسن‌های جدید و بهبود یافته برای کودکان و بزرگسالان انجام می‌شود. تحقیقات ریچارد مکسون در مورد تأثیر بهداشت عمومی در مورد بیماری تهاجمی هموفیلوس آنفلوانزا نوع b (Hib) در انگلستان و مطالعات اثربخشی واکسن هموفیلوس آنفلوانزا در کودکان در انگلیس، منجر به ایجاد OVG در سال ۱۹۹۴ شد. از آن زمان تاکنون OVG به‌طور ویژه در زمینه تحقیقات در زمینه بیماری مننژین و واکسن‌ها به منظور پیشگیری از این بیماری تخصص دارد. OVG درگیر ساخت واکسن جدید علیه MenB بود که در سال ۲۰۱۳ در اروپا مجوز گرفت. این گروه همچنین تحقیقاتی در مورد واکسن‌های پنوموکوکی، واکسن‌های حصبه و اخیراً واکسن‌های جدید علیه ابولا انجام داده‌است. OVG یک گروه تحقیقاتی در گروه پدیولوژی در دانشگاه آکسفورد است

## فعالیت تحقیقاتی
از سال ۲۰۰۱، OVG بیش از ۱۲٬۵۰۰ بزرگسال و کودک را در کارآزمایی‌های بالینی در منطقه دره تیمز انگلستان ثبت کرده‌است. تحقیقات OVG شامل موارد زیر است:
- ۲۰۰۳: یک مطالعه با هدف بررسی اثربخشی میان مدت و طولانی مدت واکسن مننژیت C.[۶][۷] این تحقیق نشان داد که مصونیت با گذشت زمان کاهش می‌یابد و بخشی از شواهد را که منجر به تغییر در برنامه واکسن MenC در انگلستان در سال ۲۰۱۳ می‌شود تشکیل داد.[۸][۹]
- ۲۰۰۵ به بعد: پروژه‌های مشارکتی با بخش کودکان بیمارستان پاتان در نپال، تحقیق در مورد کودکان بستری در بیمارستان با بیماریهای تب و موارد ابتلا به حصبه، هموفیلوس آنفلوانزا نوع b (بیماری Hib) و ذات الریه، و ارزیابی کالسکه بیماری Hib و استرپتوکوک پنومونیه.
- ۲۰۰۶: مطالعه ای در مورد اثربخشی واکسن جدید علیه ویروس آنفلوانزای مرغی H5N1 در کودکان و بزرگسالان.[۱۰][۱۱]
- ۲۰۰۶: یک کارآزمایی مرحله دوم واکسن جدید علیه بیماری MenB.[۱۲] این اولین باری بود که از این واکسن در نوزادان استفاده می‌شد. نتایج این کارآزمایی موفقیت‌آمیز بود و منجر به آزمایش‌ها مرحله III و در نهایت صدور مجوز واکسن جدید، Bexsero، در سال ۲۰۱۳ شد.[۳]
- ۲۰۰۹: مطالعه ای با مقایسه اثربخشی دو واکسن جدید علیه ویروس آنفلوانزای خوکی H1N1 در کودکان و بزرگسالان.[۱۳][۱۴][۱۵]
- ۲۰۱۰: مطالعه واکسن جدید چهار مرحله مننژوکوک (MenACWY).[۱۶]
- ۲۰۱۱ به بعد: مشارکت مداوم در یک بسته کاری جهت مطالعه بیماریهای عفونی تهدید کننده زندگی کودکان در (EUCLIDS) که به پاسخ‌های ژنتیکی واکسن‌های MenC و MenB می‌پردازد.[۱۷]
- ۲۰۱۱ به بعد: یک سری از مطالعات چالش‌برانگیز برای آزمایش واکسن‌های جدید علیه تب حصبه و پاراتیفویید.
- ۲۰۱۴–۱۵: یک مطالعه مرحله ۱ در مورد واکسن جدید علیه ابولا.[۱۸][۱۹] در ژانویه سال ۲۰۱۵ این اقدام توسط نیکولا بلک وود نماینده مجلس و نخست‌وزیر دیوید کامرون در مجلس عوام تقدیر شد.[۲۰]
- ۲۰۲۰ به بعد: نامزد واکسن COVID-19 ایجاد شده و در حال حاضر در مرحله سوم آزمایش است.[۲۱]